# Nothoperanema rubiginosum
Nothoperanema rubiginosum là một loài thực vật có mạch trong họ Dryopteridaceae. Loài này được (Brack.) A.R. Sm. & D.R. Palmer miêu tả khoa học đầu tiên năm 1995.